# Nahe (región vinícola)

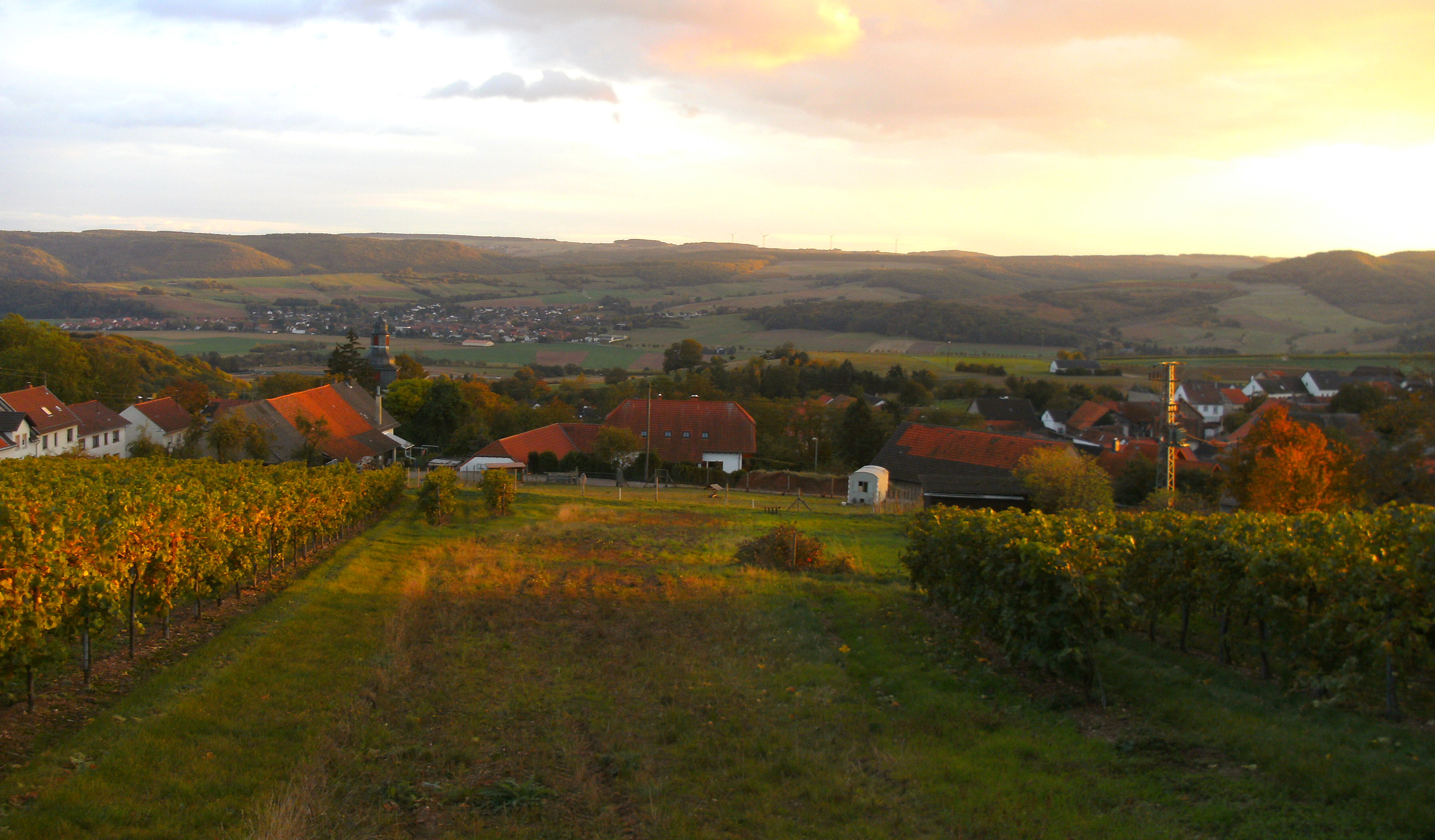
Imagen a través de los viñedos a Nussbaum en el Nahe.

La región cercana a la ribera del río Nahe es una de las regiones vitivinícolas de Alemania entre el norte de Renania-Palatinado, el Hesse Renano y el valle del río Mosela con una producción de 4.387 Ha. Los vinos del Nahe reflejan un clima más caluroso y seco, así como la diversidad de suelos. El Nahe ha contribuido a la promoción de los vinos secos alemanes.

## Variedades
La variedad Riesling aporta su aroma especiado y se apoya en una ligera acidez que le permite al vino envejecer muy bien. La producción de la zona cubre los siguientes porcentajes Riesling (Cantidad: 26 %), Müller-Thurgau (Cantidad: 18 %) así Silvaner (8 %). En total hace un 83 % de vino blanco y un 17 % de vino tinto.
- Datos: Q315052
- Multimedia: Vineyards of Nahe / Q315052